# Éder Monteiro Fernandes
Éder Monteiro Fernandes (nacido el 21 de septiembre de 1983, São Paulo), más conocido como Éder, es un futbolista brasileño que juega de defensa central para el club Chennaiyin FC de India.

## Clubes
| Club            | País     | Año           |
| --------------- | -------- | ------------- |
| Independência   | Brasil   | 2002 - 2003   |
| Americano       | Brasil   | 2003 - 2005   |
| Vasco da Gama   | Brasil   | 2005 - 2006   |
| Noroeste        | Brasil   | 2006 - 2009   |
| Goytacaz        | Brasil   | 2009          |
| Itumbiara       | Brasil   | 2009-2010     |
| Grêmio Anápolis | Brasil   | 2010-2012     |
| Rio Ave         | Portugal | 2011-2012     |
| AO Kerkyra      | Grecia   | 2012-2013     |
| Nea Salamina    | Chipre   | 2013-2014     |
| Chennaiyin FC   | India    | 2015          |
| Salgaocar FC    | India    | 2016          |
| Chennaiyin FC   | India    | 2016-presente |